# Ione Dorronsoro
Ione Dorronsoro Ceberio (Ataun, Guipúzcoa, 8 de febrero de 1939) fue miembro de Euskadi Ta Askatasuna (ETA). 

## Biografía
Hermana de Unai Dorronsoro y esposa de Xabier Izko de la Iglesia. Estudió música y militó en Euskadi Ta Askatasuna (ETA) como su hermano y su marido. Detenida en 1969, fue condenada a 50 años de prisión en el Proceso de Burgos. Encarcelada en el penal de Alcalá de Henares, participó en varias huelgas de hambre y fue internada dos veces en el hospital psiquiátrico. En 1977 fue amnistiada y extrañada a Noruega con su marido y hermano. Posteriormente militó en el Movimiento Comunista de Euskadi (EMK), con el que fue candidata a la Junta de la Diputación Foral de Guipúzcoa.